# Фидлер, Франсуа
Франсуа Фидлер (фр. François Fiedler; 15 февраля 1921[…], Кошице — 21 октября 2001[…], Сен-Жермен-Лаваль) — чехословацкий и французский художник.

## Биография
Франсуа Фидлер был одним из ведущих художников в объединении образовавшимся вокруг коллекционера искусства и миллионера Эме Мага в которую помимо него входили Марк Шагал, Альберто Джакометти и Жоан Миро. Жизнь и творческий путь Фидлера были описаны во многих книгах и журналах, в том числе в «Collection de la Fondation Maeght» и в нескольких публикациях «Maeght», озаглавленных просто «Фидлер».
Получив степень магистра изящных искусств в Академии Будапешта, Франсуа Фидлер переехал в Париж со своей первой женой в 1946 году. Его жена умерла шесть месяцев спустя, оставив его одного в стране, где он почти не говорил на языке и не имел друзей. Чтобы зарабатывать деньги на жизнь, он делал официальные копии знаменитых картин для музеев, а также писал картины собственного авторства.
Во Франции он встретил свою вторую жену, Клэр, они жили в маленьком домике в лесу к югу от Парижа. Однажды, глядя на горшок с домашней краской, потрескавшийся на солнце он обратил внимание на необычный рисунок образовавшийся на банке, и решил воспроизвести этот процесс на холсте. После этого он никогда больше не рисовал фигуративных картин, находя формы выражения в этой новой технике.
Великий художник Миро увидел одно из его полотен в углу маленькой галереи и был поражен увиденным. Он решил найти художника, и разыскал Фидлера. Они стали близкими друзьями, и Миро представил Франсуа известной галеристки и арт-дилеру Айме Ме. Вскоре он познакомился с ведущими художниками своего времени, которые также сотрудничали с Айме Мэт. Он сблизился с Джакометти, Брачом, Сезаром, Юбаком, Таль-Коатом, Миро, Шагалом и многими другими художниками этой эпохи.
В течение своей долгой карьеры Франсуа регулярно выставлялся на салонных выставках вместе со своими современниками, упомянутыми выше, а его работы регулярно появлялись в художественном издании фонда Derrière le Miroir .
Поскольку у многих молодых коллекционеров не было денег, чтобы купить картины написанные маслом, он решил найти способ передать то же чувство и значение в офортах. Он начал серию офортов, некоторые из которых были выпущены в очень ограниченном количестве. Это было оригинальное произведение искусства по доступной цене, что и было задумано Фидлером.
Эме Мэт сказал Фидлеру, что он «следующий в очереди», чтобы стать знаменитым, но, к сожалению, Эме умер до того, как Франсуа достиг уровня известности, которого достигли некоторые из его друзей-художников. После кончины Эме Фидлер попал под крыло известного парижского художественного фотографа Даниэля Крамера. Крамер продолжал поддерживать Фидлера красками и холстами.
Когда Фидлер умер в 2001 году, он оставил после себя большое и разнообразное художественное наследие, в том числе множество картин маслом, монотипные отпечатки и офорты.
Работы Фидлера до сих пор можно увидеть во многих самых престижных музеях и галереях мира, в том числе в Фонде Маэ в Париже, Музее Гуггенхайма в Нью-Йорке, и многих других.